# Korejska demilitarizirana cona
Korejska demilitarizirana cona (korejsko 한반도 비무장 지대) je močno militariziran pas ozemlja, ki poteka čez Korejski polotok blizu 38. severnega vzporednika. Demilitarizirana cona (DMZ) je mejna pregrada, ki polotok deli približno na pol. Ustanovljena je bila kot varovalni pas med suverenima državama Demokratično ljudsko republiko Korejo (Severna Koreja) in Republiko Korejo (Južna Koreja) v skladu z določbami Korejskega sporazuma o premirju iz leta 1953, sporazuma med Severno Korejo, Kitajsko in poveljstvom Združenih narodov.
DMZ je dolga 238 kilometrov in široka približno 4 kilometre. V DMZ in okolici je prišlo do različnih incidentov z vojaškimi in civilnimi žrtvami na obeh straneh. Znotraj DMZ je stičišče med obema korejskima državama, kjer potekajo pogajanja: majhno Skupno varnostno območje (JSA) blizu zahodnega konca cone.

## Lokacija
Korejska demilitarizirana cona seka 38. severni vzporednik, ki je bil meja pred korejsko vojno, vendar mu ne sledi. Vzporednik seka pod kotom, pri čemer zahodni konec DMZ leži južno od vzporednika, vzhodni konec pa severno od njega.
DMZ je dolga 250 km, široka približno 4 km. Čeprav je sama cona demilitarizirana, so meje cone na obeh straneh ene najbolj militariziranih meja na svetu. Severna mejna črta ali NLL je sporna morska razmejitvena črta med Severno in Južno Korejo v Rumenem morju, ki ni bila dogovorjena v premirju. Obala in otoki na obeh straneh NLL so prav tako močno militarizirani.

## Zgodovina
38. severni vzporednik – ki deli Korejski polotok približno na pol – je bil prvotna meja med kratkotrajnima upravnima območjema Koreje pod Združenimi državami Amerike in Sovjetsko zvezo ob koncu druge svetovne vojne. Po ustanovitvi Severne Koreje (formalno Demokratične ljudske republike Koreje ali DLRK) in Južne Koreje (formalno Republike Koreje ali RK) leta 1948 je postala dejanska mednarodna meja in ena najbolj napetih front v hladni vojni.
Tako Sever kot Jug sta ostala odvisna od svojih držav sponzork od leta 1948 do izbruha korejske vojne. Ta konflikt, ki je terjal več kot tri milijone življenj in razdelil Korejski polotok po ideoloških linijah, se je začel 25. junija 1950 z invazijo DLRK s polno fronto čez 38. vzporednik in končal leta 1953, potem ko je mednarodna intervencija potisnila fronto vojne nazaj blizu 38. vzporednika.
V sporazumu o premirju z dne 27. julija 1953 je bila DMZ ustanovljena, saj sta se obe strani strinjali, da bosta svoje čete premaknili 2000 m nazaj od frontne črte, s čimer sta ustvarili varovalni pas, širok 4 km. Vojaška razmejitvena črta (MDL) poteka skozi središče DMZ in označuje, kje je bila fronta ob podpisu sporazuma.
Zaradi tega teoretičnega zastoja in resničnega sovraštva med severom in jugom je veliko število vojakov nameščenih na obeh straneh črte, pri čemer vsaka stran varuje pred morebitno agresijo z druge strani, tudi 71 let po njeni vzpostavitvi. Sporazum o premirju natančno pojasnjuje, koliko vojaškega osebja in kakšno orožje je dovoljeno v demilitariziranem območju. Vojaki obeh strani lahko patruljirajo znotraj demilitariziranega območja, vendar ne smejo prečkati meje MDL. V občasnih izbruhih nasilja na meji in okoli nje je bilo med letoma 1953 in 1999 ubitih več kot 500 južnokorejskih vojakov, 50 ameriških vojakov in 250 severnokorejskih vojakov vzdolž demilitariziranega območja.
Desong-dong (znana tudi kot Te Sung Dong ali Vas svobode) v Južni Koreji in Kidžŏng-dong (znana tudi kot Vas miru) v Severni Koreji sta edini naselji, ki jima je odbor za premirje dovolil, da ostaneta znotraj meja demilitariziranega območja. Prebivalce Te Sung Donga upravlja in varuje poveljstvo Združenih narodov in morajo na splošno preživeti vsaj 240 noči na leto v vasi, da ohranijo svoje prebivališče. Leta 2008 je imela vas 218 prebivalcev. Vaščani Te Sung Donga so neposredni potomci ljudi, ki so imeli zemljo v lasti pred korejsko vojno med letoma 1950 in 1953.
Da bi še naprej odvračala severnokorejski vdor, je vlada Združenih držav leta 2014 korejsko demilitarizirano cono oprostila njene zaveze o odpravi protipehotnih min. Vendar pa se je 1. oktobra 2018 začel 20-dnevni postopek odstranjevanja min z obeh strani demilitarizirane cone.

## Skupno varnostno območje
Znotraj DMZ, blizu zahodne obale polotoka, je Panmundžom, dom skupnega varnostnega območja (JSA). Prvotno je bila to edina povezava med Severno in Južno Korejo, vendar se je to spremenilo 17. maja 2007, ko je vlak Korail peljal skozi DMZ proti severu po novi liniji Donghe Bukbu, zgrajeni na vzhodni obali Koreje. Vendar je bila oživitev te linije kratkotrajna, saj je bila julija 2008 ponovno zaprta po incidentu, v katerem je bil ustreljen in ubit južnokorejski turist.
V JSA je znameniti Most brez vrnitve, čez katerega so potekale izmenjave zapornikov. Na severni in južni strani MDL je več stavb, nekatere pa so bile zgrajene tudi na njem. Vsa pogajanja od leta 1953 so potekala v JSA, vključno z izjavami o korejski solidarnosti, ki pa so na splošno le malo prinesle, razen rahlega upada napetosti.
Znotraj JSA je več stavb za skupne sestanke, imenovanih konferenčne sobe. MDL poteka skozi konferenčne sobe in po sredini konferenčnih miz, kjer se Severni Korejci in Poveljstvo Združenih narodov (predvsem Južnokorejci in Američani) srečujejo iz oči v oči.
Nasproti stavb konferenčne sobe sta severnokorejski Panmungak (dvorana Panmun) in južnokorejska Hiša svobode. Leta 1994 je Severna Koreja razširila Panmungak z dozidavo tretjega nadstropja. Leta 1998 je Južna Koreja zgradila novo Hišo svobode za svoje osebje Rdečega križa in za morebitna srečanja družin, ki jih je ločila korejska vojna. Nova stavba je v svojo zasnovo vključila staro pagodo Hiše svobode.
Od leta 1953 je znotraj JSA občasno prihajalo do spopadov in prepirov. Incident umora s sekiro avgusta 1976 je vključeval poskus obrezovanja drevesa, ki je povzročil dve smrti (kapitan Arthur Bonifas in nadporočnik Mark Barrett). Še en incident se je zgodil 23. novembra 1984, ko je sovjetski turist Vasilij Matuzok (včasih zapisano Matusak), ki je bil del uradnega potovanja v JSA (ki ga je gostila Severna Koreja), stekel čez MDL in kričal, da želi prebegniti na jug. Kar 30 severnokorejskih vojakov ga je zasledovalo čez mejo in odprlo ogenj. Mejni policisti na južnokorejski strani so vrnili ogenj in sčasoma obkolili Severne Korejce. V akciji sta bila ubita en južnokorejski in trije severnokorejski vojaki. Matuzok je preživel in je bil sčasoma preseljen v ZDA.
Konec leta 2009 so južnokorejske sile v sodelovanju s poveljstvom Združenih narodov začele obnovo treh stražnih postojank in dveh kontrolnih točk znotraj kompleksa JSA. Gradnja je bila zasnovana za širitev in posodobitev objektov. Dela so se začela leto dni po tem, ko je Severna Koreja končala z zamenjavo štirih stražnih postojank JSA na svoji strani MDL. 15. oktobra 2018 so med pogovori na visoki ravni v Panmundžomu vojaški uradniki polkovnikov obeh Korej in Burke Hamilton, sekretar vojaške komisije za premirje UNC, napovedali ukrepe za zmanjšanje konvencionalnih vojaških groženj, kot so vzpostavitev varovalnih pasov vzdolž kopenskih in morskih meja ter območja prepovedi letenja nad mejo, odstranitev 11 stražnih postojank na prvi črti do decembra in razminiranje delov demilitarizirane cone.

## Vasi
Severna in Južna Koreja vzdržujeta mirovne vasi na vidiku druga druge na svoji strani DMZ. Na jugu se Desong-dong upravlja v skladu s pogoji DMZ. Vaščani so razvrščeni kot južnokorejski državljani, vendar so oproščeni plačila davkov in drugih državljanskih obveznosti, kot je vojaška služba. Na severu so v Kidžŏng-dongu številne svetlo pobarvane večnadstropne stavbe iz litega betona in stanovanja z električno razsvetljavo. Te značilnosti so v 1950-ih predstavljale nezaslišano raven razkošja za podeželske Korejce, tako severne kot južne. Mesto je bilo usmerjeno tako, da so bile svetlo modre strehe in bele stranice stavb najbolj prepoznavne značilnosti, gledano z meje. Vendar pa je bilo na podlagi pregleda s sodobnimi teleskopskimi lečami potrjeno, da so stavbe zgolj betonske lupine brez okenskega stekla ali celo notranjih prostorov, luči v stavbah se prižigajo in ugašajo ob določenih urah, prazne pločnike pa čisti le maloštevilna ekipa oskrbnikov, da bi ohranila iluzijo aktivnosti.

## Drogovi za zastave
V 1980-ih je južnokorejska vlada v Desong-dongu zgradila 100 m visok drog za zastavo, na katerem plapola južnokorejska zastava, težka 130 kg. Severnokorejska vlada se je odzvala z izgradnjo 160 m visokega droga za zastavo Panmundžom v Kidžŏng-dongu, le 1,2 km zahodno od meje z Južno Korejo. Na njem plapola 270 kg težka zastava Severne Koreje. Leta 2014 je bil drog za zastavo Panmundžom četrti najvišji na svetu, za drogom za zastavo v Džidi v Saudovi Arabiji s 170 m, drogom za zastavo v Dušanbeju v Tadžikistanu s 165 m in drogom na Trgu nacionalne zastave v Bakuju v Azerbajdžanu, ki meri 162 m. Trenutno je sedmi največji drog za zastavo na svetu.

## Naravni rezervat
V zadnjih 70 letih je bila korejska DMZ smrtonosno območje za ljudi, zaradi česar je bivanje nemogoče. Le okoli nekdanje vasi Panmundžom in v zadnjem času ob liniji Donghe Bukbu na vzhodni obali Koreje je prihajalo do rednih vdorov ljudi.
Ta naravna izolacija vzdolž 250 km dolge DMZ je ustvarila neprostovoljni park, ki je danes priznan kot eno najbolj ohranjenih območij zmernega habitata na svetu. Leta 1966 je bil prvič predlagan prehod DMZ v narodni park.
V DMZ živi več kot 6000 vrst živali in rastlin, več kot 100 od 267 ogroženih živalskih vrst v Koreji, pa tudi številne ogrožene rastlinske vrste, med močno utrjenimi ograjami, kopenskimi minami in prisluškovalnimi postajami. Med te živali spadajo ogroženi mandžurski žerjav (Grus japonensis) (stalni del azijske umetnosti), belovrati žerjav (Antigone vipio), kritično ogrožena korejska lisica (Vulpes vulpes peculiosa) in azijski črni medved (Ursus thibetanus) ter potencialno izjemno redek sibirski tiger, amurski leopard (Panthera pardus orientalis) in ogrožene morske vrste, kot je zahodni sivi kit (Eschrichtius robustus). Ekologi so v ozkem varovalnem pasu identificirali približno 2900 rastlinskih vrst, 70 vrst sesalcev in 320 vrst ptic. Po vsej regiji se zdaj izvajajo dodatne raziskave.
Demilitarizirano območje svojo raznoliko biotsko raznovrstnost dolguje svoji geografiji, ki prečka gore, prerije, močvirja, jezera in plimska močvirja. Okoljevarstveniki upajo, da bo demilitarizirano območje ohranjeno kot zatočišče za prostoživeče živali z dobro razvitim nizom ciljev in načrtov upravljanja, ki bodo preverjeni in vzpostavljeni. Leta 2005 je ustanovitelj CNN in medijski mogotec Ted Turner med obiskom Severne Koreje dejal, da bo finančno podprl vse načrte za preobrazbo DMZ v park miru in območje svetovne dediščine pod zaščito ZN.
Septembra 2011 je Južna Koreja vložila nominacijski obrazec pri Programu Človek in biosfera (MAB) pri Unescu za razglasitev 435 km2 v južnem delu DMZ pod vojaško razmejitveno črto, pa tudi 2979 km2 na zasebno nadzorovanih območjih, za biosferni rezervat v skladu z zakonskim okvirom Svetovne mreže biosfernih rezervatov. Nacionalni odbor MAB Republike Koreje je za nominacijo omenil le južni del DMZ, saj se Pjongjang ni odzval, ko je bil pozvan k skupnemu prizadevanju. Severna Koreja je članica mednarodnega koordinacijskega sveta Unescovega programa Človek in biosfera, ki razglaša biosferne rezervate.
Severna Koreja je na zasedanju sveta v Parizu od 9. do 13. julija 2011 nasprotovala prošnji kot kršitvi sporazuma o premirju. Poskus južnokorejske vlade, da bi demilitarizirano območje (DMZ) razglasila za UNESCO-ov biosferni rezervat, je bil na zasedanju sveta UNESCO MAB v Parizu julija 2012 zavrnjen. Pjongjang je svoje nasprotovanje izrazil s pismi, ki jih je mesec dni pred zasedanjem poslal 32 državam članicam sveta, razen Južni Koreji, in sedežu Unesca. Na zasedanju sveta je Pjongjang dejal, da razglasitev krši sporazum o premirju.